# Marion Rohs
Marion Rohs es una deportista de la RDA que compitió en remo. Ganó una medalla de oro en el Campeonato Mundial de Remo de 1977, en la prueba de cuatro con timonel.

## Palmarés internacional
| Campeonato Mundial | Campeonato Mundial       | Campeonato Mundial | Campeonato Mundial |
| Año                | Lugar                    | Medalla            | Prueba             |
| ------------------ | ------------------------ | ------------------ | ------------------ |
| 1977               | Ámsterdam (Países Bajos) | Medalla de oro     | Cuatro con timonel |